# Пурцхванідзе Володимир Петрович
Володи́мир Петро́вич Пурцхвані́дзе (20 квітня 1937–2012, Дніпропетровськ, Україна) — радянський футболіст, що виступав на позиції захисника. Найбільш відомий завдяки виступам у складі дніпровського «Металурга».

## Життєпис
У складі дніпропетровського «Металурга» Пурцхванідзе дебютував у 1957 році і захищав кольори команди протягом чотирьох сезонів. З кінця 70-х років обслуговував матчі команд першої та другої ліги як головний арбітр і матчі команд вищої ліги як лайнсмен. Після завершення суддівської кар'єри працював інженером на одному з найбільших підприємств міста. Помер у 2012 році в Дніпропетровську.